# Rester vertical
Rester vertical è un film del 2016 scritto e diretto da Alain Guiraudie.
Il film è stato presentato in concorso al Festival di Cannes 2016.
È stato presente nella sezione Festa Mobile del 34° Torino Film Festival.

## Riconoscimenti
- 2016 - Festival di Cannes
  - Candidatura per la Palma d'oro
  - Candidatura per la Queer Palm